# پیک‌نیک

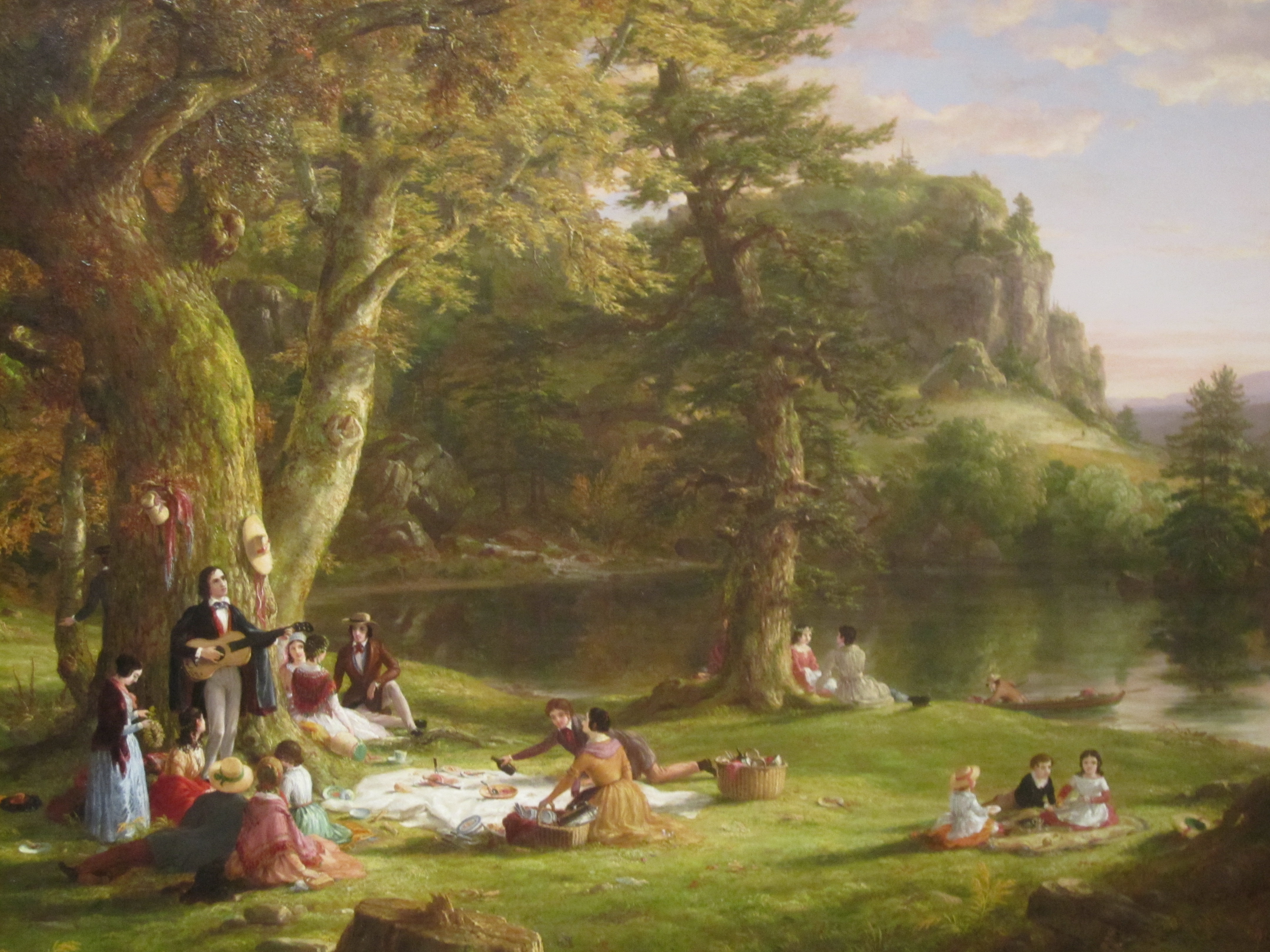
"پیک نیک" hev هنرمند توماس کول قبل از سال ۱۸۶۰

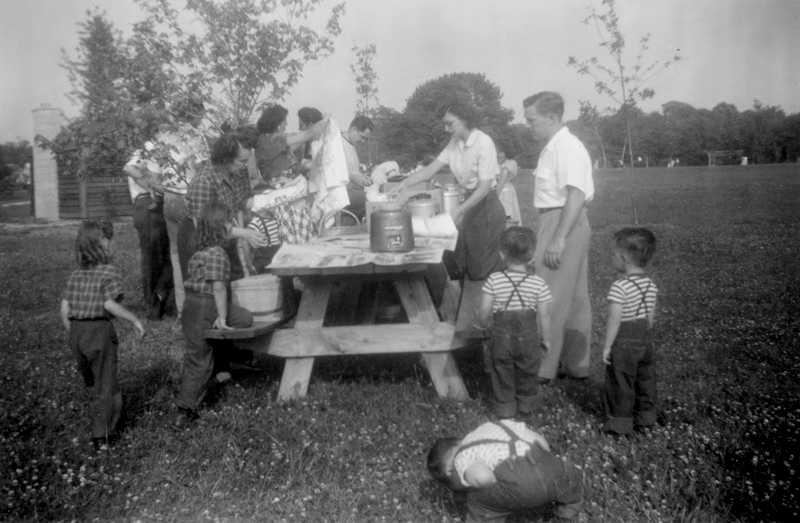
یک پیک نیک در کلمبوس اوهایو ۱۹۵۰

پیک‌نیک (به انگلیسی: Picnic) یک گشت گروهی است که در آن معمولاً یک وعده غذایی در خارج از منزل خورده می‌شود. پیک نیک عمدتاً در مناطق سرسبز و دارای چشم‌انداز مانند یک پارک، در کنار یک دریاچه یا هرجایی با منظره و طبیعت مطلوب برپا می‌شود و ممکن است بخشی از یک رویداد عمومی مانند نمایش روباز، نمایشگاه کتاب و مانند آن باشد. فصل تابستان زمان محبوبی برای پیک نیک است. تاریخچهٔ پیک نیک از قرن نوزدهم نشان می‌دهد که صرف غذا و تشکیل شدن در فضای بیرون از خانه دو جزء مهم در یک پیک نیک هستند.
پیک نیک اغلب خانواده‌گرا است اما می‌تواند بین گروه‌های دوستان یا همکار نیز برگزار شود. پیک نیک‌هایی که توسط شرکت‌ها یا سازمان‌ها برگزار می‌شود از این دسته‌اند.
پیک نیک اغلب با پخت غذا در بیرون همراه است و بنابراین فعالیت‌هایی مانند باربیکیو، کباب با توری، تفت آب‌پزی، تنوری کردن یا ترکیبی از همه موارد فوق در آن دیده می‌شود.
سبد پیک نیک و زیرانداز یا صندلی در پیک نیک‌ها کاربرد دارند. بازی‌های فضای باز و سرگرمی‌های مختلف می‌توانند در پیک نیک‌انجام گیرند. در پارکهای عمومی، فضاهای پیک نیک معمولاً دارای میزهای پیک نیک و چیزهای دیگری مانند کباب پز، شیر آب، ظروف زباله و دستشویی می‌شوند.
برخی از پیک‌نیک‌ها به‌صورت اشتراک غذای مختصر هستند که در آن هر کس غذای اندکی که تهیه کرده را در یک میز مشترک می‌گذارد که برای همه قابل استفاده باشد. همراه با غذای اصلی ممکن است انواع نوشیدنی، میوه‌ها، سالاد و اسنک هم سرو شود.

## ریشه‌شناسی

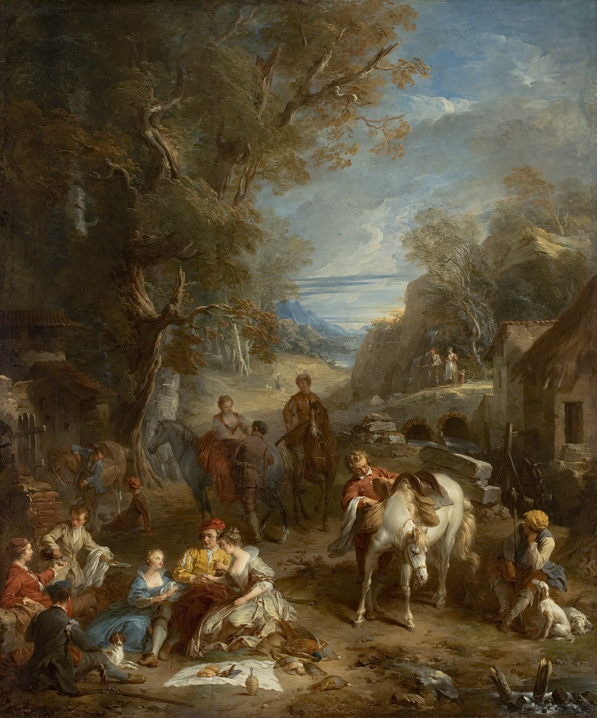
پیک‌نیک شکار، اثر فرانسوا لیمون، ۱۷۲۳

اولین استفاده از کلمهٔ پیک‌نیک به سال ۱۶۹۲ و کتاب تونی ویلیس به نام Origines de la langue française  برمی‌گردد که به "pique-nique" به‌عنوان یک کلمهٔ جدید اشاره کرده‌است. این اصطلاح برای توصیف یک گروه از مردم که در رستوران، شرابی را که خود آورده‌اند صرف می‌کنند، به کار می‌رفت. فعل "piquer" (تلفظ: پیکه) به‌معنی «انتخاب کردن» است با واژهٔ هم‌قافیهٔ "nique" (تلفظ: نیک) به معنی «چیزی که اهمیت کمی دارد» ترکیب شده‌است. اما براساس فرهنگ انگلیسی آکسفورد (OED)، ریشهٔ اصلی کلمه ناشناخته است.

## مربوط به وقایع تاریخی
پس از انقلاب فرانسه در سال ۱۷۸۹ پارک‌های سلطنتی به‌روی عموم برای اولین‌بار باز شدند. بساط پیک نیک در پارک‌ها تبدیل به یک فعالیت محبوب در میان تازه واجدان حق رای دادن تبدیل شد.
در اوایل قرن ۱۹، گروهی از لندنی‌ها انجمن پیک نیک را تشکیل دادند. آن‌ها در پانتئون در خیابان آکسفورد گرد هم آمدند و هر کدام بخشی از غذا، نوشیدنی یا سرگرمی‌ها را فراهم کردند بدون این که میزبان مشخصی وجود داشته باشد.
از دههٔ ۱۸۳۰ به بعد، نقاشی‌های منظره‌ای نقاشان آمریکایی عمدتاً حاوی صحنه‌ای از پیک نیک بود. اثر توماس کول با نام پیک نیک مربوط به سال ۱۸۴۶ در موزه بروکلین نگهداری می‌شود.
تصویری که از پیک نیک به‌عنوان یک فعالیت و گردهم‌آیی اجتماعی صلح‌آمیز وجود دارد می‌تواند برای اعتراض سیاسی هم آن را مطرح کند. نمونهٔ آن پیک نیک پان اروپا بود که در سال ۱۹۸۹ در تلاش برای اتحاد آلمان صورت گرفت.
در سال ۲۰۰۰ پیک نیکی با ۶۰۰ مایل طول در طول سواحل فرانسه شکل گرفت که به‌مناسبت اولین جشن سالروز باستیل (روز ملی فرانسه) در هزارهٔ جدید بود. در ایالات متحده نیز ۴ ژوئیه جشن استقلال آمریکا یک روز محبوب برای پیک نیک رفتن محسوب می‌شود.

## نمایش فرهنگی پیک نیک

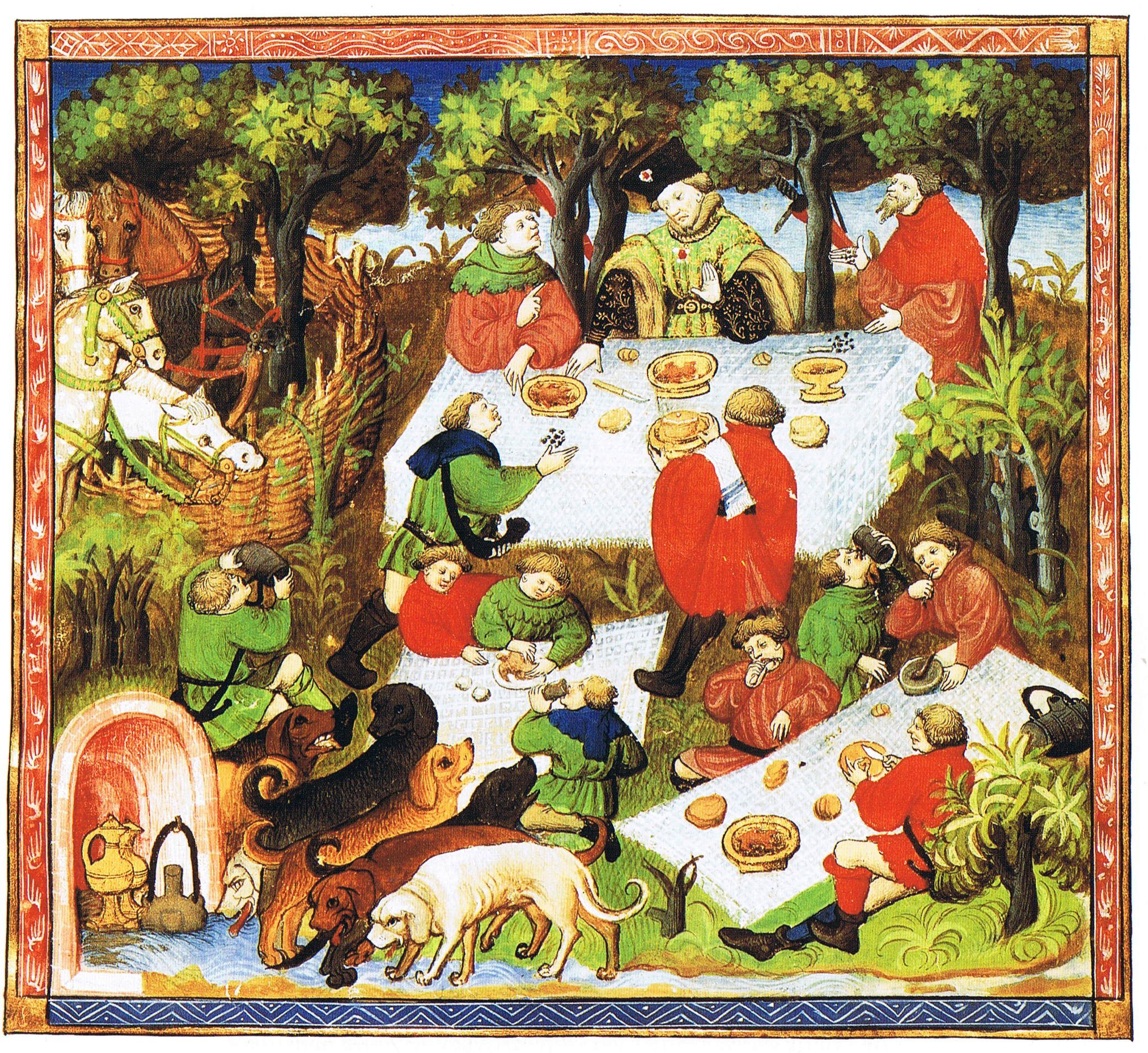
نجیب‌زاده با همراهان خود در یک پیک نیک. تصویر از یک نسخه از کتاب شکار از گاستون ۳ فوآ-بئارن در قرن ۱۵

### در فیلم
- در سال ۱۹۵۵ فیلم پیک نیک بر اساس نمایشنامه برندهٔ جایزه پولیتزر یعنی ویلیام اینگه ساخته شد که برندهٔ چند جایزه اسکار شد.
- در فیلم رمزآلود پیک نیک در صخرهٔ آویزان اثر پیتر ویر سه دانش آموز و یک معلم به طرز مرموزی ناپدید می‌شوند.

### در هنرهای زیبا
- شاید معروف‌ترین تصویر از پیک نیک تابلوی ناهار در چمنزار (ناهار روی چمن) اثر ادوار مانه مربوط به ۱۸۶۲ باشد.

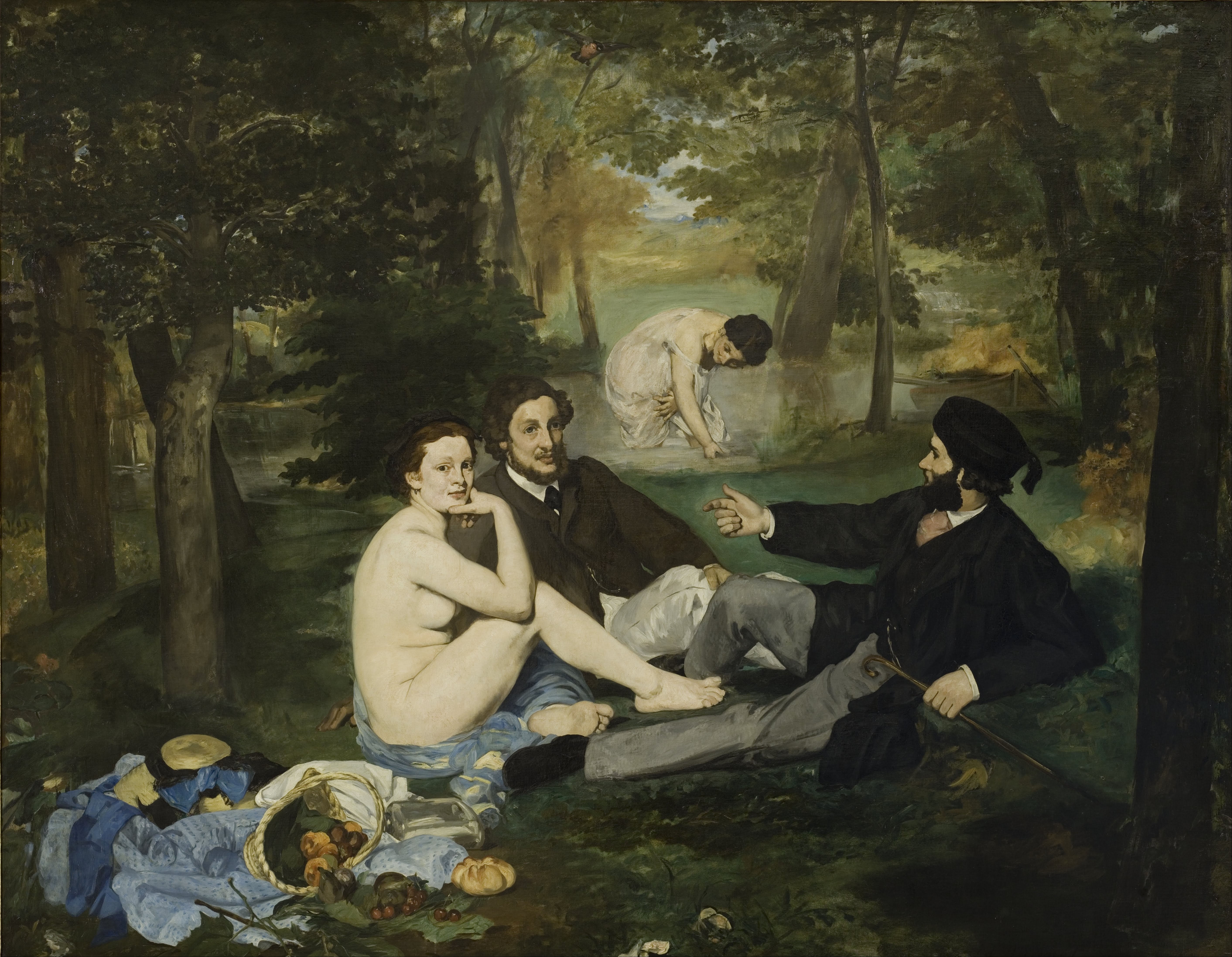
ناهار در چمن زار سال ۱۸۶۲

### در ادبیات
- در اثر Fernando Arrabal's با نام پیک نیک در میدان، سرباز جوان و بی‌تجربه Zepo به‌طور غیرمنتظره از سوی والدینش ملاقات می‌شود.
- در اثر جین آستین رمان اما نیز پیک نیک مورد توجه بوده‌است. (پروژه گوتنبرگ مطلب:[۴])
- رمان پیک نیک کنار جاده توسط بوریس و Arkady Strugatsky که در سال ۱۹۷۲ نوشته شده بود منبعی برای تولید فیلم د منبع برای فیلم Stalker (1979) توسط آندره تارکوفسکی شد.

## نگارخانه

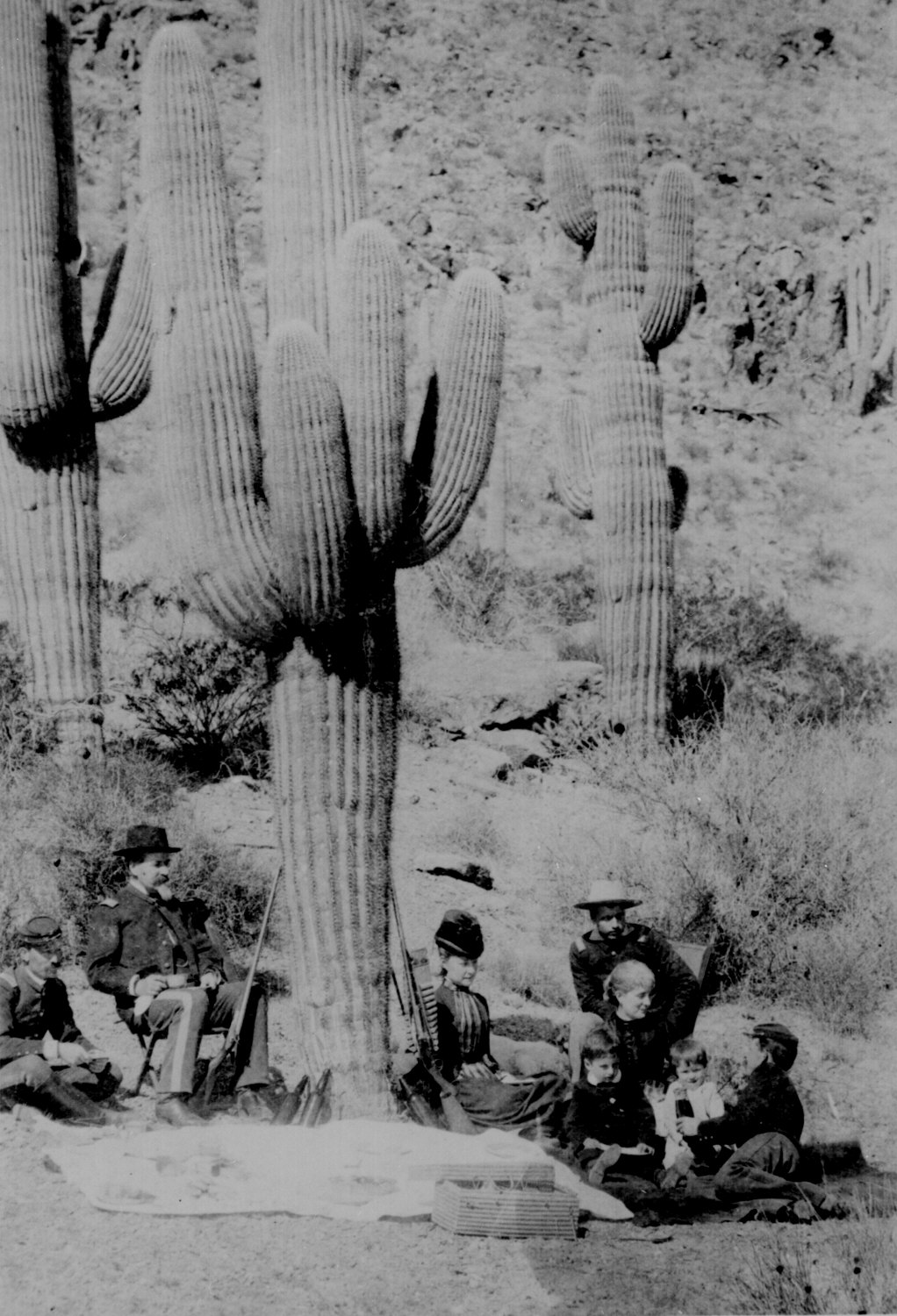
پیک نیک افسران ارتش ایالات متحده و خانواده‌هایشان در فورت توماس آریزونادر سال ۱۸۸۶
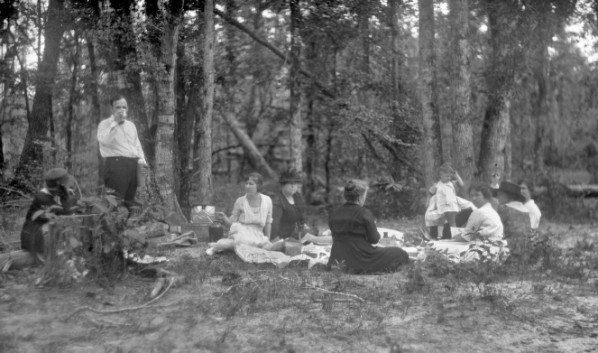
پیک نیک در یک منطقه پوشیده شده از درخت (هری واکر عکاس حدود ۱۹۰۰-۱۹۴۹)
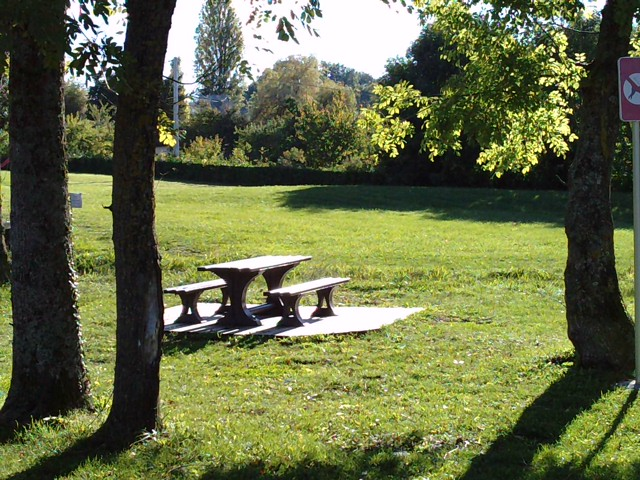
پیک نیک در  Haute-Savoie (شرق فرانسه) پاییز سال ۲۰۱۲
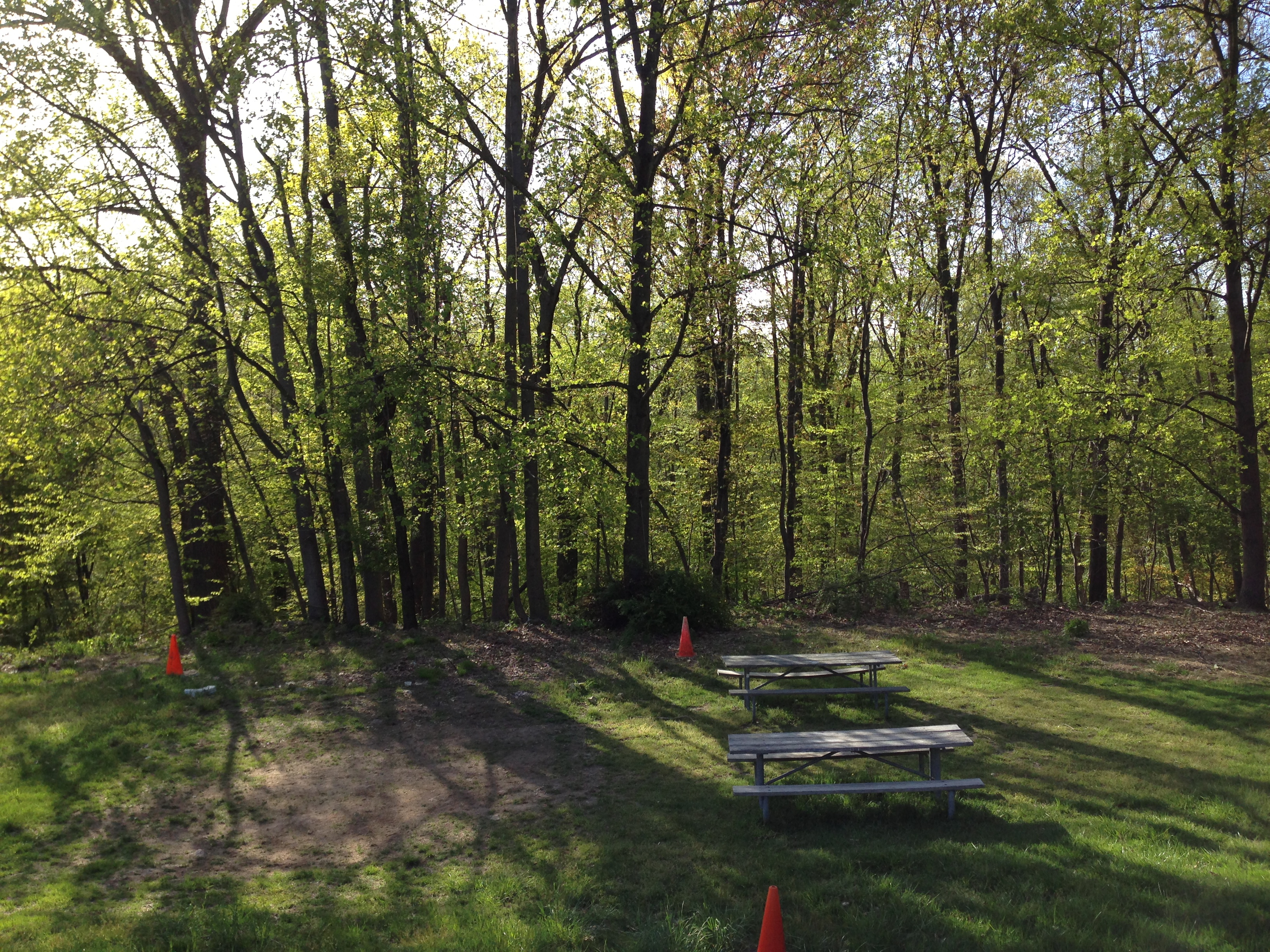
محل پیک نیک در کنار طبیعت در اردوگاه برنی
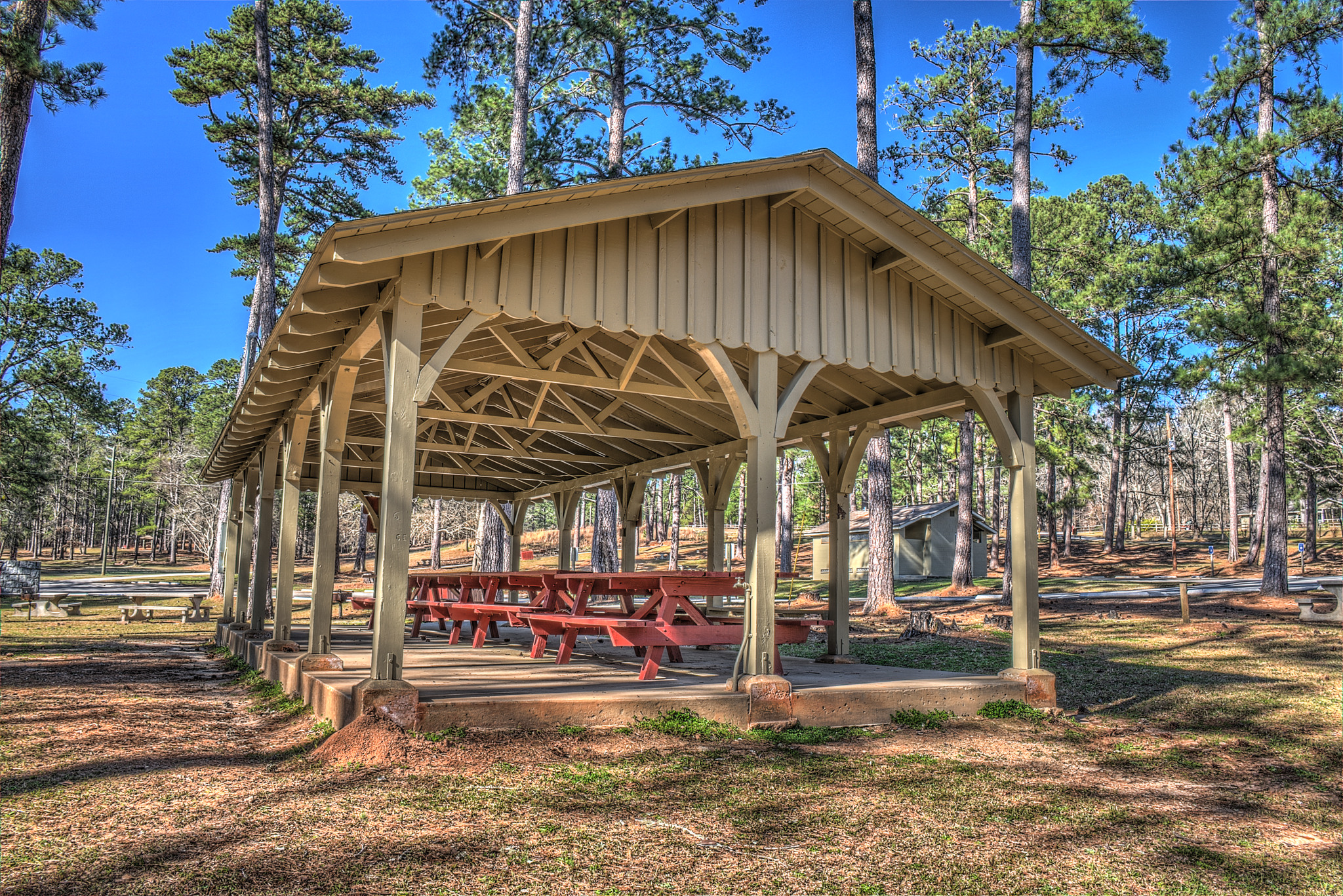
پیک نیک پناهگاه در هند